# Катріона Морісон
Катріона Морісон (англ. Catriona Morison; нар. 1986, Единбург, Велика Британія), — шотландська оперна співачка (меццо-сопрано). Закінчила Королівську консерваторію Шотландії (Почесний професор консерваторії). У 2017 році перемогла у конкурсі «Кардіффські голоси».